# Izabela Aragońska (księżna Mediolanu)
Izabela Aragońska, wł. Isabella d'Aragona (ur. 2 października 1470 w Neapolu, zm. 11 lutego 1524 w Bari) – księżna Mediolanu i Bari, córka króla Neapolu Alfonsa II i jego pierwszej żony Hipolity Marii, siostry księcia Mediolanu Galeazza Marii Sforzy.
Księżna pochodziła z hiszpańskiego rodu Trastámara, panującego w Aragonii, Sycylii i Neapolu. Została żoną księcia mediolańskiego Gian Galeazza Sforzy. Po jego śmierci księżna rezydowała w Bari, gdzie otaczali ją przedstawiciele włoskiego renesansu. Była zaangażowana w rozwój szkolnictwa − hojnie obdarowywała miejscowe szkoły. Córka Izabeli, Bona Sforza została żoną króla polskiego Zygmunta I Starego i matką ostatniego przedstawiciela dynastii Jagiellonów, Zygmunta II Augusta. Syn księżnej, zmarły w młodości Francesco Maria Sforza, nosił tytuł następcy tronu mediolańskiego.

## Życiorys

### Małżeństwo z Gian Galeazzem Sforzą

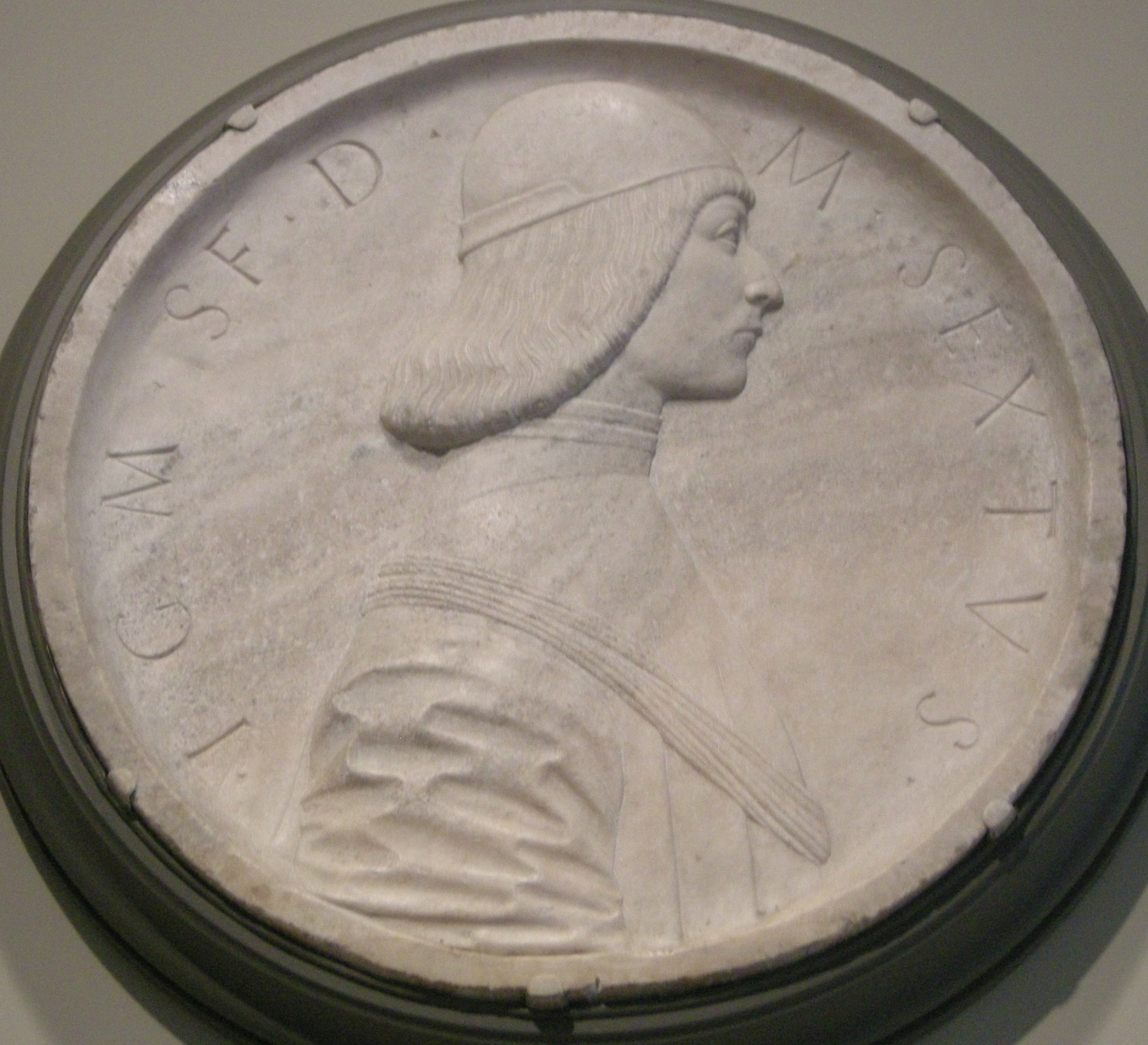
Mąż Izabeli Aragońskiej

Izabela urodziła się w Neapolu jako drugie z kolei dziecko dziedzicznego księcia Kalabrii Alfonsa, późniejszego króla Neapolu i jego żony Ippolity Sforzy, siostry przyszłego teścia Izabeli Galeazza Marii Sforzy. Księżniczka kształciła się w rezydencji książąt kalabryjskich w Castelcapuano, a jednym z jej nauczycieli był poeta Giovanni Pontano. Interesowała się muzyką i poezją, a w wolnym czasie zajmowała pisaniem wierszy.
Od 1471 planowano małżeństwo Izabeli z Gian Galeazzem Sforzą, synem księcia Mediolanu Galeazza Marii Sforzy i Bony Sabaudzkiej, a przygotowania zwieńczył kontrakt ślubny przygotowany 26 września 1472. Narzeczeni byli ze sobą blisko spokrewnieni, toteż potrzebna była dyspensa, którą z łatwością uzyskano od papieża Sykstusa IV. 30 kwietnia 1480 układ małżeński został odnowiony w zamku przy bramie Giovia. W sierpniu 1488 do Neapolu przyjechał wysłannik Sforzów Agostino Calco, w celu omówienia ostatecznych szczegółów i przebiegu ceremonii. Przyjazd Calca zbiegł się w czasie ze zgonem matki Izabeli, Ippolity Marii. Pomimo żałoby król Aragonii Ferdynand II i ojciec Izabeli postanowili nie odkładać ślubu.
W grudniu 1488 poselstwo mediolańskie na czele z bratem pana młodego Ermesem wyruszyło do Neapolu, gdzie 23 grudnia odbyły się zaślubiny per procura. Po Bożym Narodzeniu Izabela wraz z liczną świtą wyruszyła na spotkanie z przyszłym małżonkiem. 18 stycznia 1489 przybyła do Genui − tam odpoczęła przed podróżą do Tortony, gdzie czekał na nią Gian Galeazzo. Do spotkania przyszłych małżonków doszło 24 stycznia w bardzo ulewny dzień. 1 lutego Izabela wyruszyła w podróż z Vigevano do Mediolanu, gdzie następnego dnia w katedrze odbyła się ceremonia zaślubin.
13 stycznia 1490 w Sala Verde Castello Sforzesco z okazji zaślubin Izabeli z Gian Galeazzem wystawiono alegoryczne przedstawienie kostiumowe Il Paradiso z librettem Bernarda Bellincioniego. Scenografię i kostiumy do operety zaprojektował Leonardo da Vinci.

### Pierwsze lata w Mediolanie
Wkrótce po ślubie małżonkowie wprowadzili się wbrew swojej woli do Pawii, gdzie wuj Gian Galeazza, regent Mediolanu Ludovico Sforza przygotował im siedzibę. Relacje Izabeli z Ludovicem nie układały się najlepiej. Księżna darzyła natomiast sympatią kochankę Ludovica, Cecilię Gallerani. Również pożycie małżeńskie księżnej początkowo nie było udane. Pomimo ślubu z Izabelą Gian Galeazzo nie zamierzał skonsumować małżeństwa. W kwietniu 1490 doniesienia o ciągłym dziewictwie Izabeli dotarły na dwór węgierski do ciotki Izabeli Beatrycze Aragońskiej. Wkrótce jednak Gian Galeazzo, po prawie półŧora roku zdecydował się na współżycie z małżonką i już w maju Izabela zaszła w ciążę. 30 stycznia 1491, jeszcze w trakcie uroczystości weselnych Ludovico Sforzy z Beatrice d’Este, wydała na świat syna, któremu nadano imię Francesco – na cześć dziadka Francesca I Sforzy.
Z biegiem czasu coraz bardziej nasilał się konflikt pomiędzy Izabelą a Ludovicem, podsycany przez Beatrice. Książę przydzielił Izabeli ponure i niezapewniające poczucia prywatności komnaty, które miały zniechęcić ją do pobytu w Mediolanie. Wziął również na siebie obowiązek wychowania Francesca, przy czym izolował go od rodziców. Gdy próby rozmów z Ludovicem nie pomogły, Izabela podjęła wysiłki zbliżenia się do żony księcia, Beatrice d’Este, którą namawiała do usunięcia z dworu kochanki Ludovica, Cecilii Gallerani.

### Izolacja od dworu
Stosunki z mężem, Gian Galeazzo pogarszały się. Gian Galeazzo nad żonę przedkładał młodych mężczyzn podsyłanych mu przez stryja i wypominał jej mediolańskie rozrywki, a podczas kłótni dochodziło do rękoczynów. Jesienią 1492 wybuchł skandal, gdy Izabela została oskarżona o usiłowanie zabójstwa. Kiedy księżna dowiedziała się, że Gian Galeazzo darzy szczególnym uczuciem kochanka zwanego Rozonem, nakłoniła służących by otruli książęcego faworyta oraz Galeazza Sanseverino, prawdopodobnie też kochanka, a oskarżanego przez Izabelę o nakłanianie księcia do rozpusty. Ludovico wykorzystał ten incydent, aby całkowicie zdyskredytować Izabelę, która odtąd żyła w zupełnej izolacji − pojawiała się wyłącznie na oficjalnych uroczystościach. Gdy 26 stycznia 1493 Izabela urodziła córkę Ippolitę, wydarzenie to przeszło bez rozgłosu, gdyż dzień wcześniej na świat przyszedł syn Ludovica, Ercole Massimiliano. 2 lutego 1494 w Vigevano księżna urodziła kolejną córkę, Bonę Marię. Tymczasem u chorowitego Gian Galeazza nastąpił nawrót dolegliwości żołądkowych, które po kilkudniowej agonii doprowadziły do śmierci młodego księcia 21 października 1494. 22 października 1494 szlachta obwołała nowym władcą Mediolanu Ludovica Sforzę.

### Problemy po śmierci męża

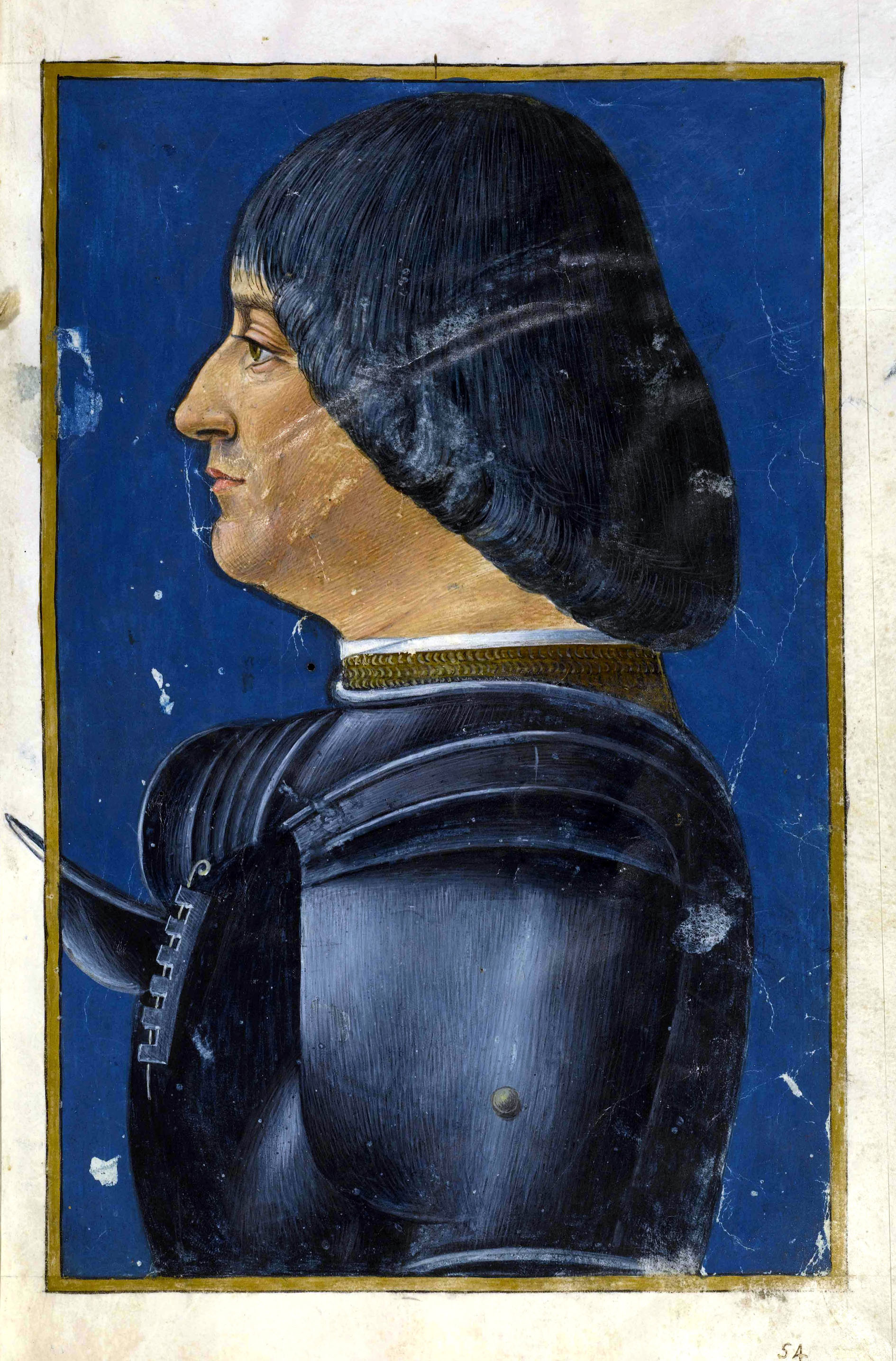
Ludovico Sforza książę Mediolanu, portret autorstwa Ambrogia de Predis

Ciężarna wówczas Izabela bardzo przeżyła śmierć męża i przejęcie władzy przez Ludovica. Na prawie sześć tygodni uciekła wraz z dwojgiem dzieci do zamku w Pawii, gdzie unikała gości. 6 grudnia 1494 Ludovico skłonił Izabelę, aby wprowadziła się wraz z dziećmi do zamku w Mediolanie. Sforza zamieszkał wówczas z rodziną w Rocchecie. Podczas pobytu w Mediolanie Izabela znajdowała się pod strażą uniemożliwiającą jej kontakt ze światem. Pomimo izolacji księżna prowadziła bardzo wystawne życie. W lutym 1495 urodziła najmłodszą pogrobową córkę, Biankę Marię. W tym samym roku zmarł ojciec Izabeli, Alfons II, w 1496 zaś jej brat Ferdynand II. Wkrótce zmarła również osiemnastomiesięczna córka Izabeli, Bianca Maria. W 1496 zmarło też troje dzieci Ludovica: Galeazzo, Leone oraz Bianca Giovanna i obecność Izabeli z dziećmi zaczęła irytować władcę Mediolanu. Księżna przeniosła się wówczas do dawnego pałacu Sforzów przy katedrze mediolańskiej, zostawiwszy na dworze Ludovica syna Francesca. W 1499 po wyprawie zbrojnej króla francuskiego Ludwika XII Ludovico udał się na wygnanie. Wśród mieszkańców Mediolanu wzrastała popularność syna Izabeli, którego jednak król zabrał ze sobą do Francji. Księżna otrzymała od króla skromną pensję i udała się do Neapolu. W drodze do rodzinnego miasta odwiedziła krewnych i powinowatych w Mantui i Bolonii. W połowie lutego 1500 zamieszkała w Rzymie u swego przyrodniego brata Alfonsa, męża córki papieża Lukrecji Borgii. Wkrótce przyjechała do Neapolu, gdzie została przywitana przez stryja, króla Fryderyka IV.

### Objęcie władzy w Bari
Klęska i upadek Ludovica w bitwie pod Novarą polepszyły sytuację majątkową Izabeli. Król Fryderyk IV polecił wasalom Sforzy złożyć hołd księżnej. Izabela próbowała wówczas walczyć o władzę w Mediolanie dla syna, w czym pomagała jej szwagierka Bianka Maria, co jednak ostatecznie zakończyło się niepowodzeniem. Po wojnie Fryderyka z królem Francji Izabela wraz z rodziną znalazła się na wyspie Ischii. Tam w 1501 zmarła jej ośmioletnia córka Ippolita. Po pertraktacjach z przedstawicielami Hiszpanii księżna uzyskała zatwierdzenie przywilejów w Bari i Rossano, ziemiach które niegdyś ofiarował jej Ludovico. Do uroczystego objęcia ziem doszło w kwietniu 1502. Izabela zamieszkała wówczas wraz z córką Boną i dworem w zamku w Bari. W czerwcu 1502 ponownie wybuchła wojna między Francją a Hiszpanią i Izabela udała się na pewien czas do Neapolu. Wkrótce powróciła do Bari, zabrawszy ze sobą syna Alfonsa i Lukrecji, księcia Bisceglie Rodriga zwanego Książątkiem, którego oddano jej na wychowanie. Księżna utrzymywała przyjazne stosunki z matką swego bratanka, która wysyłała Izabeli liczne podarunki. Po objęciu Bari księżna zajęła się sprawami administracyjnymi i walką o utracony majątek. Na dworze księżnej przebywali liczni poeci i artyści epoki renesansu. Księżna zadbała o wykształcenie jedynej córki, której wychowaniem kierowali Christostom Colonna i Antonio Galateo. Popierała rozwój szkolnictwa, muzyki i literatury w księstwie. W 1506 gościła na swoim dworze swojego kuzyna Alfonsa I d’Este, trzeciego męża Lukrecji Borgii. W 1513 złożyła do rady miejskiej Bari wniosek o podniesienie nauczycielom szkół publicznych pensji oraz zwolnienie ich od podatków.

### Choroba córki i śmierć syna
W 1510 poważnie zachorowała jedyna córka Izabeli, Bona Maria. Księżna zwróciła się wówczas do klasztoru Santa Maria della Nuova z prośbą o modlitwę za zdrowie chorej księżniczki. Gdy Bona wyzdrowiała, obydwie udały się z pielgrzymką do klasztoru, gdzie złożyły dziękczynne dary. W styczniu 1512 księżna dowiedziała się o tragicznej śmierci syna Francesca, który zmarł po upadku z konia podczas polowania. W sierpniu tegoż roku zmarł w Bari wychowanek Izabeli, książę Bisceglie Rodrigo. Po śmierci syna Izabela całkowicie oddała się wychowaniu jedynego dziecka, księżniczki Bony. Planowała małżeństwo córki z Massimilianem Sforzą, synem Ludovica, który przebywał w Innsbrucku na dworze cesarza Maksymiliana I Habsburga. Księżna chciała w ten sposób zapewnić córce władzę w Mediolanie. W tym celu Izabela zwróciła się w 1515 do władz miejskich, aby uchwaliły posag na rzecz Bony. 5 stycznia zdecydowano o wypłaceniu księżnej 18 000 dukatów. Gdy książę Massimiliano zwlekał z ożenkiem, Izabela wysłała swego zaufanego do Rzymu, aby tam szukał pomocy. Tymczasem Rzym planował ożenić Bonę z bratem księcia sabaudzkiego Filipem. Ostatecznie żaden z tych planów małżeńskich nie doszedł do skutku.

### Małżeństwo córki z Zygmuntem I Starym

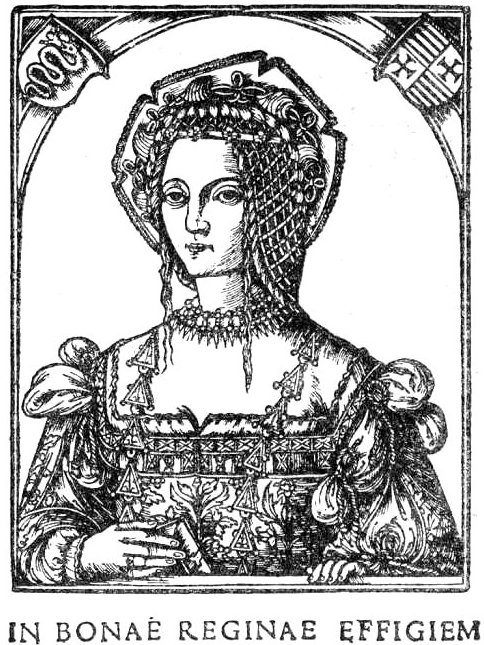
Bona Sforza, córka Izabeli Aragońskiej – drzeworyt z dzieła Decjusza De vetustatibus Polonorum z 1521 r.

Gdy w 1515 zmarła żona króla polskiego Zygmunta I, Barbara Zápolya, król zainteresował się ożenkiem z córką Izabeli, Boną. Księżna wysłała do Wiednia nauczyciela córki Christostoma Colonnę, aby pilnował interesów księżniczki. 6 grudnia 1517 księżna Izabela uczestniczyła w odbywającej się na zamku Castel Capuano koło Neapolu uroczystości zaślubin per procura Bony i Zygmunta, w której pana młodego zastępował kasztelan kaliski Stanisław Ostroróg; na uroczystość zaproszonych zostało wielu przedstawicieli włoskiej arystokracji. Tego samego dnia spisano układ małżeński, zgodnie z którym Izabela miała wypłacić królowi 100 tysięcy dukatów czystego złota, z których 50 tysięcy miało zostać wypłaconych wkrótce po przybyciu Bony do Polski, zaś druga połowa w ciągu następnych dwóch lat. Księżna nie mogła odtąd sprzedawać swych dóbr, które po jej śmierci miała odziedziczyć Bona. Księżna pokryła również koszty podróży córki do Krakowa. 11 grudnia 1517 przedstawiciele wasalów z posiadłości księżnej Izabeli oficjalnie uznali Bonę za jej jedyną spadkobierczynię i ogłosili się lennikami księżniczki. Z powodu mroźnej zimy Izabela kilkakrotnie odkładała podróż córki do Polski. 3 lutego 1518 Izabela pożegnała swoją jedyną córkę, która opuszczała Neapol, by udać się na zamek krakowski. Na pamiątkę pożegnania z córką księżna kazała wyryć w kamieniu stopę Bony i napis: Tutaj stanęła królowa polska, kiedy żegnała się z Donną Izabelą, matką swoją, księżną Mediolanu.

### Konflikt o spadek po Joannie aragońskiej, królowej Neapolu
Pod koniec 1518 Izabela wyruszyła do Polski, aby odwiedzić córkę, która właśnie spodziewała się dziecka. Księżna nie dotarła jednak na miejsce z powodu śmierci swej ciotki, królowej Joanny. Joanna zapisała Izabeli spory majątek, który po części należał się również Karolowi Habsburgowi. Aby objąć zapis ciotki, księżna musiała wystąpić do najwyższego sądu neapolitańskiego. Zwróciła się z prośbą o pomoc do zięcia, króla polskiego Zygmunta, który wysłał do Hiszpanii swego sekretarza, Jana Dantyszka. Pomagając Izabeli, król miał nadzieję, że przy wygranym procesie szybciej doczeka się wypłaty posagu Bony. Gdy załatwienie sprawy nie nastąpiło, król w kwietniu 1520 wysłał do Karola Hieronima Łaskiego. Również misja Łaskiego zakończyła się niepowodzeniem. Okazja do wyjaśnienia sprawy nadarzyła się, gdy Dantyszek miał udać się do cesarza. W drodze sekretarz królewski zatrzymał się w Hiszpanii, gdzie 24 lutego 1523 rozmawiał na temat spadku Izabeli z kanclerzem Gattinarą. W lipcu 1523 Zygmunt wysłał do Izabeli swego sekretarza Ludwika Decjusza, aby pomógł księżnej w rozwiązaniu trwającego konfliktu.
Izabela Aragońska nie doczekała finału sprawy. Na początku października 1523 poważnie zachorowała. Na początku lutego 1524 choroba nasiliła się i niebawem nastąpił zgon księżnej. Izabela Aragońska została pochowana w kościele San Domenico Maggiore w Neapolu. Na sarkofagu księżnej umieszczono czterowiersz autorstwa Hieronima Sforzy, nazywający Izabelę potomkinią stu królów. Napis nawiązywał do starożytności rodu księżnej, która po kądzieli pochodziła od Karola Wielkiego.

## Genealogia
| Ferdynand I ur. 2 VI 1423 zm. 25 I 1494 | Ferdynand I ur. 2 VI 1423 zm. 25 I 1494 |                                         |                                         | Isabella di Chiaromonte ur. 1424 zm. 30 III 1465 | Isabella di Chiaromonte ur. 1424 zm. 30 III 1465 |  |  | Francesco I Sforza ur. 23 VII 1401 zm. 8 III 1466 | Francesco I Sforza ur. 23 VII 1401 zm. 8 III 1466 |                                                       |                                                       | Bianka Maria Visconti ur. 31 III 1425 zm. 28 X 1468 | Bianka Maria Visconti ur. 31 III 1425 zm. 28 X 1468 |
|                                         |                                         |                                         |                                         |                                                  |                                                  |  |  |                                                   |                                                   |                                                       |                                                       |                                                     |                                                     |
|                                         |                                         |                                         |                                         |                                                  |                                                  |  |  |                                                   |                                                   |                                                       |                                                       |                                                     |                                                     |
|                                         |                                         | Alfons II ur. 4 XI 1448 zm. 18 XII 1495 | Alfons II ur. 4 XI 1448 zm. 18 XII 1495 |                                                  |                                                  |  |  |                                                   |                                                   | Ippolita Maria Sforza ur. 18 IV 1446 zm. 20 VIII 1488 | Ippolita Maria Sforza ur. 18 IV 1446 zm. 20 VIII 1488 |                                                     |                                                     |
|                                         |                                         |                                         |                                         |                                                  |                                                  |  |  |                                                   |                                                   |                                                       |                                                       |                                                     |                                                     |
|                                         |                                         |                                         |                                         |                                                  |                                                  |  |  |                                                   |                                                   |                                                       |                                                       |                                                     |                                                     |
|                                         |                                         |                                         |                                         |                                                  |                                                  |  |  |                                                   |                                                   |                                                       |                                                       |                                                     |                                                     |

|                                                 |                                                 | Gian Galeazzo Sforza ur. 20 VI 1469 zm. 21 X 1494 OO 2 II 1489 | Gian Galeazzo Sforza ur. 20 VI 1469 zm. 21 X 1494 OO 2 II 1489 | Izabela Aragońska ur. 2 X 1470 zm. 11 II 1524 | Izabela Aragońska ur. 2 X 1470 zm. 11 II 1524 |                                               |                                               |  |  |
|                                                 |                                                 |                                                                |                                                                |                                               |                                               |                                               |                                               |  |  |
|                                                 |                                                 |                                                                |                                                                |                                               |                                               |                                               |                                               |  |  |
|                                                 |                                                 |                                                                |                                                                |                                               |                                               |                                               |                                               |  |  |
| Francesco Maria Sforza ur. 30 I 1491 zm. I 1512 | Francesco Maria Sforza ur. 30 I 1491 zm. I 1512 | Ippolita Maria Sforza ur. 26 I 1493 zm. 1501                   | Ippolita Maria Sforza ur. 26 I 1493 zm. 1501                   | Bona Sforza ur. 2 II 1494 zm. 19 XI 1557      | Bona Sforza ur. 2 II 1494 zm. 19 XI 1557      | Bianca Maria Sforza ur. II 1495 zm. VIII 1496 | Bianca Maria Sforza ur. II 1495 zm. VIII 1496 |  |  |